# Austrostelis maranhensis
Austrostelis maranhensis är en biart som beskrevs av Urban 2003. Austrostelis maranhensis ingår i släktet Austrostelis och familjen buksamlarbin. Inga underarter finns listade i Catalogue of Life.